# أليكسي فروزين
أليكسي فروزين (مواليد 14 فبراير 1978) هو مبارز بالسيف روسي، مثّل بلاده في الألعاب الأولمبية الصيفية 2000.

## روابط خارجية
أليكسي فروزين على موقع الاتحاد الدولي للمبارزة (الإنجليزية)
- أليكسي فروزين على موقع أوليمبيديا (الإنجليزية)